# Bibi (artiste)
Pour les articles homonymes, voir Cahoreau et Bibi.
Bibi, de son vrai nom Fabrice Cahoreau, est un artiste français né le 23 février 1964 à Tours. Il vit et travaille dans le Sud de la France.

## Biographie
Depuis 1991, en utilisant des matériaux en matière plastique de notre quotidien, Bibi recherche les formes cachées – tant animales qu’anthropomorphes - que les designers à l’origine de ces objets avaient derrière la tête ; c’est particulièrement la lumière qui lui a servi de révélateur.
C'est ainsi que pour donner au plastique la place qu'il mérite selon lui - à savoir le " 5ème élément " , – il s’acharne sur le bidon en polyéthylène et le cône de Lübeck, deux icônes distribuées universellement.
Son univers s’inspire de Jacques Yves Bruel, de Niki de Saint Phalle, Malcolm McLaren, Norman McLaren, Dirk Bouts, de l'Égypte antique et des Wampas.
Il réalise des centaines d’installations et de performances dans l’espace public (Singapour, Wirksworth-UK-, Sydney, Paris, Lyon, Bordeaux, Nîmes, Avignon) : la façade du squat 59 rue de Rivoli avec un œuvre évolutive de 2001 à 2004, le Bal des Poissons installé au Docks 76 à Rouen depuis 2009 et la Fontaine aux Poissons (Fêtes des Lumières, place des Jacobins, Lyon 2008).
En 2001, il crée le Mead (mouvement pour l’extermination des animaux en voie de disparition) et aborde la chasse avec dérision.
En 2010, il crée le Bibigloo (de la contraction de Bibi et d’igloo). Le Bibigloo est tout à la fois une œuvre de land-art, de design, une source d’éclairage et une installation d’art plastique.

## Installations

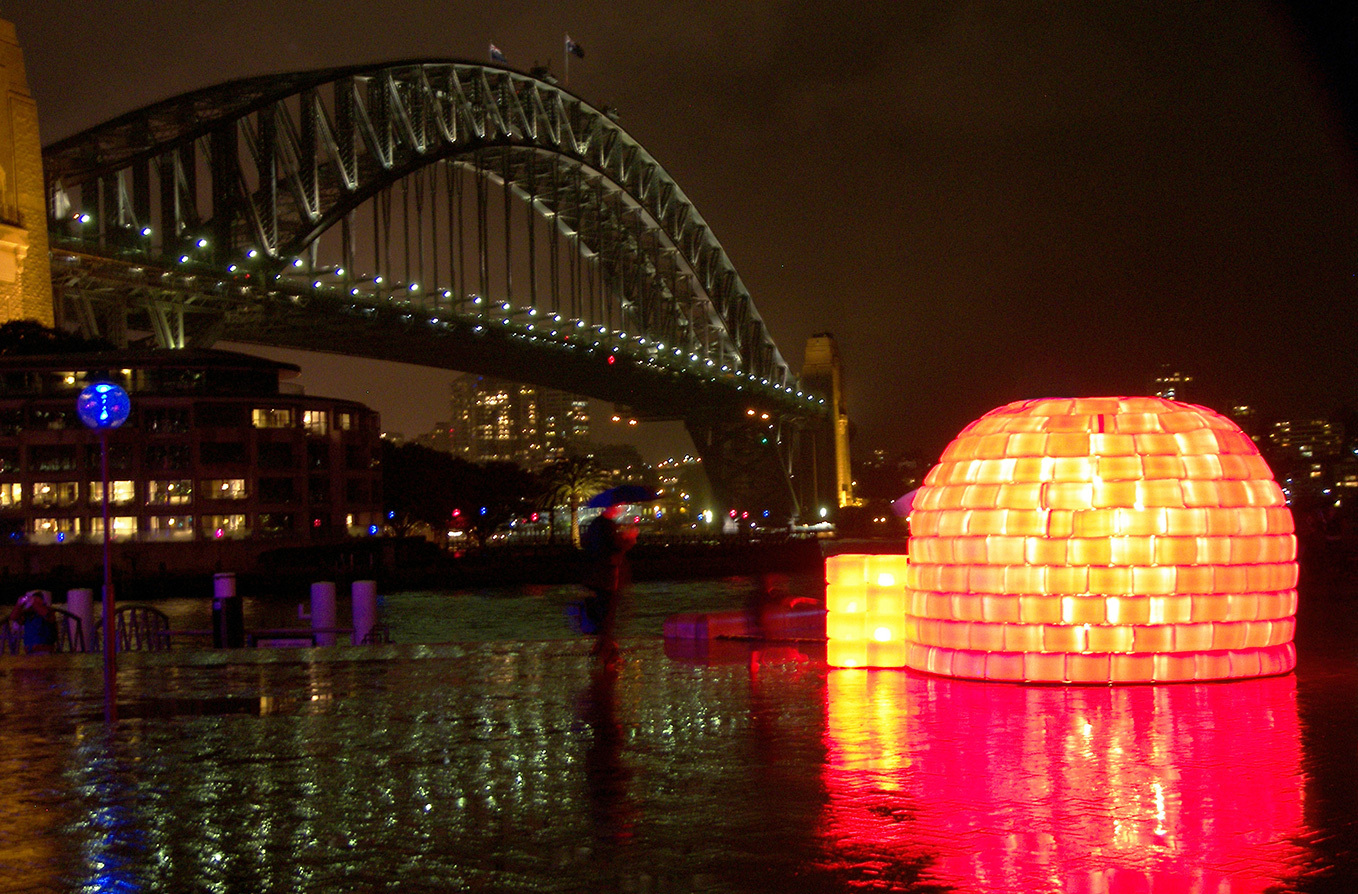
Le BIBIGLOO à Sydney pour le Vivid Sydney Festival en 2012.

- « Gazouillis », Installation participative, Fête des Lumières, Lyon, France, décembre 2022[8],[9]
- « La vie cachée du plastique», Exposition Micro-Folie de Villeneuve-Saint-Georges, octobre 2022[10],[11]
- « Éléphant Rouge », Essen Light Festival, Allemagne, septembre 2022[12]
- Récupération et créativité, Ateliers Micro-Folie de Villeneuve-Saint-Georges, juillet 2022[10]
- « 400 ans Jean de la Fontaine », 100% EAC, Agglo Château-Thierry, France, avril 2021[13],[14],[15]
- « Masques et Visages », Résidence avec APEI, DRAC et ARS, Maubeuge, France, mars 2020
- Interventions artistiques et conduite d’ateliers au collège de Fabrègues, France, février 2020[16]
- « Éléphant Rouge », Rêves de Noël, Chalon-sur-Saône, France, décembre 2019[17]
- « Piscis Lagoena », Musée Gallo-Romain, Loupian, France, novembre 2019[18],[19]
- « L’arche de BIBI », Installation pérenne, Killer, Milan, Italie, octobre 2019[20],[21]
- « Piscis Lagoena », Musée de l’Étang de Thau, Bouzigues, France, septembre 2019[22],[23]
- Résidence Développement Durable au Centre de Rééducation L’Espoir à Lille avec l’ARS et la DRAC Hauts-de-France, mai 2019[24],[25]
- « Piscis Lagoena », Musée de la Mer, Sète, France, avril 2019[26],[27]
- « Les Cochons Amoureux », Journées de l’Amour, Sète, France, mars 2019[28]
- Workshops – MIAM (Musée International des Arts Modestes), Sète, France, décembre 2018
- « Éléphant Rouge », City of Light, Jyväskylä, Finlande, septembre 2018[29]
- « Tuez les Tous ! », Exposition personnelle, Galerie Pascale Peyre, Sète, France, juillet 2018[30]
- « Éléphant Rouge », Lumières Shanghai, Shanghai, Chine, janvier 2018[31]
- « L’Enfer de BIBI, c’est ici», Fête des Lumières, Lyon, France, décembre 2017[32]
- « Éléphant Rouge », Lausanne Lumières, Lausanne, Suisse, décembre 2017[33],[34]
- « Le BIBIGLOO », Fête à Voltaire, Ferney-Voltaire, France, juin 2017[35]
- Exposition personnelle, Galerie Dock Sud / W.Arty, Warneton, France, mai 2017[36]
- « Elephant Rouge », Illuminart, Montréal, Canada, mars 2017[37]
- « Elephant Rouge », Fête des Lumières, Lyon, France, décembre 2016
- « GREENPIGS », Amsterdam Light Festival, Amsterdam, Pays-Bas, décembre 2016
- « Tuez les Tous ! », Mostra de Mende, Mende, France, avril 2016
- « Georges La Fontaine Dragon », Parcours contemporain, Fontenay-le-Comte, France, septembre 2015[38]
- « The Bibigloo » et « Fish Forest », Light in Jerusalem, Jérusalem, juin 2015
- « The Bibigloo », Circle of Light, Moscou, Russie, octobre 2014
- « Happy Croco », Ilight Marina Bay Festival, Singapour, Mars 2014[39]
- « The Dragon King », Dubai Light Festsival, Dubai, Émirats arabes unis, Mars 2014[40],[41]
- « The Bibigloo », Lumina Festival, Cascais, Portugal, septembre 2013
- « L'Enfer de BIBI, c'est ici », Arbre en Lumière, Genève, Suisse, décembre 2012
- « The Dragon King », Fêtes des Lumières, Lyon, décembre 2012[42]
- « The Bibigloo », Vivid Sydney Festival, Australie, mai 2012[43]
- « Tuez-les tous ! », Galerie Socles et Cimaises, Nancy, février 2012[6]
- « The Bibigloo », Ilight Marina Bay Festival, Singapour, mars 2012
- « Le Cri du moustique », Tour de la Poudrière, remparts d’Aigues-Mortes, juillet–octobre 2011[44]. Dans le cadre de la manifestation « Monuments et Animaux » organisée par les Monuments Nationaux.
- « The Fish Tree », façade de la Scholl of the Arts (SOTA) dans le cadre du Night Lights Festival proposé par le Singapore Art Museum, Singapour, août 2011
- « La Fontaine aux Poissons », place des Jacobins, Fête des Lumières, Lyon, décembre 2008[45]
- « L’Enfer de Bibi, C’est ici ! », Villeneuve-lès-Maguelone, septembre 2004[46]

## Livre d'artiste
- (fr + en) BIBI, le 5ème élément, éditions Karkatodon, 2020 (ISBN 9782957367504)